# 4069 Blakee
4069 Blakee eller 1978 VL7 är en asteroid i huvudbältet som upptäcktes den 7 november 1978 av de båda amerikanska astronomerna Eleanor F. Helin och Schelte J. Bus vid Palomarobservatoriet. Den är uppkallad efter Lawrence E. Blakee.